# 查氏腹肢鮃
查氏腹肢鮃為輻鰭魚綱鰈形目鰈亞目牙鮃科的其中一種，為熱帶海水魚，分布於東太平洋加利福尼亞灣海域，棲息深度8-40公尺，體長可達9.3公分，棲息在軟底質底層水域，生活習性不明。